# زنبورهای کوزه‌گر
زنبورهای کوزه‌گر (نام علمی: Anthidium) نام یک سرده از زنبور است.